# SB alt 29
Die SB alt 29 waren Dampflokomotiven der Südbahngesellschaft (SB), einer privaten Bahngesellschaft Österreich-Ungarns.
Die beiden Lokomotiven hatten die Namen „L’Apennin“ und „Le Rubicon“. Diese Namen lassen die Vermutung aufkommen, dass sie ursprünglich von der LVCI für die Strecke Bologna–Florenz bei Köchlin bestellt, aber von der SB übernommen wurden. Die Strecke Bologna–Florenz führte über den Apennin.
Die SB testete die beiden Maschinen auf der Semmeringbahn und gab sie 1863 an das venetianische Netz ab. Da keine Bestellung der SB für derartige Lokomotiven folgte, scheint die SB mit den Ergebnissen der Tests nicht zufrieden gewesen zu sein. Im Gegensatz dazu bestellte die LVCI bis 1866 weitere acht (RM 4003–4010) derartige Maschinen bei Köchlin, wobei die 4009 und 4010 nur zweiachsige Tender besaßen. Weitere zehn sehr ähnliche Fahrzeuge mit zweiachsigen Tendern baute Köchlin 1871 für die SFAI (RM 4011–4020). Die Abmessungen der Loks mit zweiachsigen Tendern sind in der Tabelle in Klammern angegeben.
Die Lokomotiven waren vierfach gekuppelte Stütztenderlokomotiven System Beugniot mit Innenrahmen. Édouard Beugniot war zu dieser Zeit Chefingenieur bei Köchlin und entwickelte sein System, um bessere Kurvengängigkeit der Lokomotiven zu erreichen. Vor den beiden hier besprochenen Lokomotiven hatte Köchlin bereits 1859 zwei derartige Maschinen an die Paris–Lyon-Mittelmeerbahn (PLM) geliefert.
Von der LVCI kamen die zehn baugleichen Maschinen zur Rete Mediterranea, die einige oder alle der Stütztenderlokomotiven in Standard-Vierkuppler umbaute. Ob die ehemaligen SB-Maschinen auch umgebaut wurden, ist nicht bekannt. Jedenfalls waren sie nicht mehr unter den Lokomotiven, die 1905 zur FS kamen.